# Helmut Bomhard
Helmut Bomhard (* 16. Juli 1930 in Rothenburg ob der Tauber; † 1. Mai 2021 in Starnberg) war ein deutscher Bauingenieur.

## Leben
Von 1950 bis 1955 studierte Bomhard neun Semester an der TH München an der Fakultät für Bauingenieur- und Vermessungswesen. 1966 wurde er Oberingenieur bei Dyckerhoff & Widmann, wo er rasch zum Prokuristen und Direktor aufstieg. 1989 erhielt er die Ehrendoktorwürde durch die Universität Essen. 1994 wurde er Honorarprofessor für Entwurf und Gestaltung von Ingenieurhochbauten im Hoch- und Industriebau an der TU Dresden.

## Werk

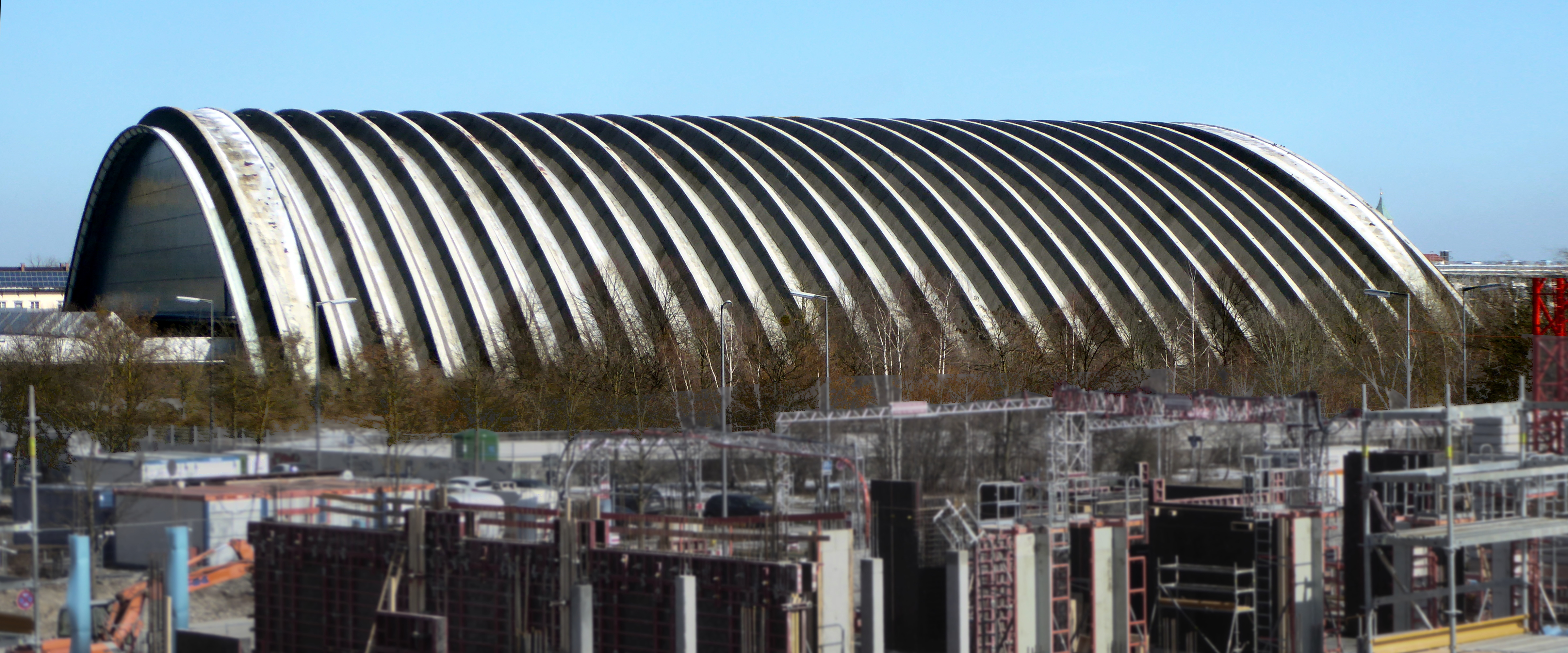
Ehemalige Paketposthalle

Bomhard war als Bauingenieur u. a. an der Umsetzung des Hypo-Hochhauses und der Paketposthalle in München beteiligt. Beim BMW-Vierzylinder, der seit 1999 unter Denkmalschutz steht, und bei der Friedrich-Ebert-Halle in Ludwigshafen war er verantwortlich für die Tragwerksplanung. Das Denkmalnetz Bayern bezeichnete ihn als bedeutenden Impulsgeber des Ingenieurwesens der Spätmoderne.
1990 wurde er mit der fip-Medaille ausgezeichnet.

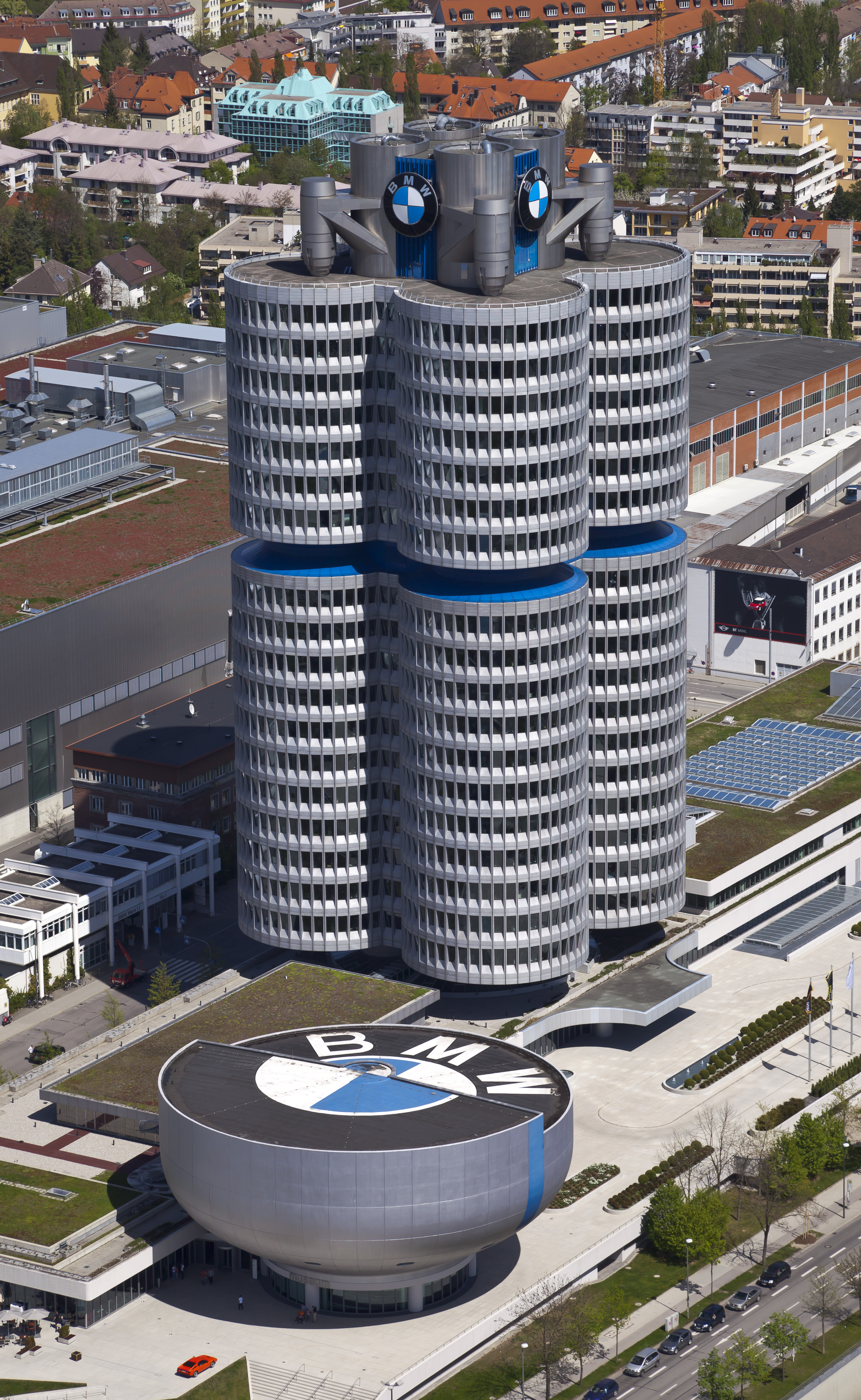
BMW-Vierzylinder

## Sonstiges
Bomhard engagierte sich in der Starnberger Kommunalpolitik in der „Wählergemeinschaft Pro Starnberg“ (WPS) als Vorstandsmitglied vornehmlich im Kampf gegen die Seeanbindung und gegen die geplante Tunnelröhre der durch Starnberg verlaufenden B2.